# Данька герой чечни
---  
1. 1.     1. **Данил Сулайманов (известный как «Данька Обосранька»)**

- - Данил (Данька) Сулайманов** (чеч. Данил Сулайманов; род. [предположительно 1990-е], Грозный, Чечня) — полулегендарная личность в современной чеченской культуре, получившая известность благодаря сочетанию хулиганских выходок и народной славы. Прозвище «Обосранька» закрепилось за ним после ряда курьёзных историй, описанных в локальном фольклоре.

1. 1.     1.       1. **Биография**

Точные данные о рождении и жизни Сулайманова отсутствуют. Согласно устным рассказам, он вырос в одном из районов Грозного, где прославился как мастер побегов от правоохранительных органов и организатор неопасных, но нашумевших провокаций.  
1. 1.     1.       1. **Известные случаи**

1. **Инцидент с шаурмой (2015)**. В ряде чеченских пабликов упоминается, что Сулайманов украл шаурму у уличного продавца, но через час вернулся с деньгами, заявив: «Я не вор, я — проверяющий».  
2. **«Побег через крыши» (2018)**. По слухам, он несколько часов уходил от погони по крышам частных домов в Старопромысловском районе, что стало местной легендой.  
3. **Философские высказывания**. Ему приписывают афоризмы вроде: «Чеченец без приключений — как чай без сахара».  
1. 1.     1.       1. **Критика и оценки**

- **Поклонники** считают его «народным Робин Гудом», высмеивающим систему.  
- **Критики** называют персонажем, романтизирующим мелкое хулиганство.  
1. 1.     1.       1. **Влияние на культуру**

Упоминается в:  
- Мемах о «кавказской удали».  
- Анекдотах про чеченские патрули.  
---